# Bolesław Kominek
Bolesław Kominek (ur. 23 grudnia 1903 w Radlinie, zm. 10 marca 1974 we Wrocławiu) – polski duchowny rzymskokatolicki, arcybiskup metropolita wrocławski w latach 1972–1974, kardynał od 1973.

## Życiorys
Urodził się 23 grudnia 1903 w Radlinie (obecnie dzielnica Radlin II w Wodzisławiu Śląskim). Syn Franciszka i Katarzyny z domu Kozielskiej. Pochodził z  górnośląskiej rodziny wielodzietnej i był najstarszym spośród dziewięciorga dzieci. Posługiwał się zarówno językiem polskim, jak i niemieckim, którego uczył się w niemieckiej szkole.
Ukończył Państwowe Gimnazjum w Rybniku. Studiował na Uniwersytecie Jagiellońskim w Krakowie i w Instytucie Katolickim w Paryżu (1927–1930). Święcenia kapłańskie przyjął 11 września 1927 w Katowicach. W okresie studiów paryskich działał jako duszpasterz wśród emigrantów polskich. Od 1930 pracował w diecezji katowickiej, gdzie był m.in. sekretarzem Akcji Katolickiej. Podczas II wojny światowej przebywał w Lublinie i na Górnym Śląsku, prowadził działalność charytatywną i duszpasterską na rzecz jeńców wojennych i więźniów obozów koncentracyjnych. Jego brat wcielony został do Wehrmachtu, a on został wpisany do III grupy Volkslisty, jednocześnie będąc kapelanem Armii Krajowej na Górnym Śląsku i pełnomocnikiem rządu na emigracji ds. kościelno-społecznych.
15 sierpnia 1945 został prekonizowany administratorem apostolskim Opola. Stworzył podstawy do powołania w 1972 diecezji opolskiej. Nie zgadzał się na osobne, nowe parafie dla repatriantów z Kresów, podobnie jak zakazywał nabożeństw tylko dla Górnoślązaków. Z nagrobków na cmentarzach w ramach odniemczania nakazywał skuwać niemieckie napisy, kapłanów mówiących w gwarze górnośląskiej zachęcał do nauki polskiego. W Niemczech traktowano go jako polskiego nacjonalistę, a w Polsce jego działalność spotkała się z niechętnym przyjęciem władz komunistycznych, które oskarżały go o antypolonizm. Często odwiedzali go Niemcy, zarówno ci, którzy zostali na Górnym Śląsku jak i z RFN-u, a także Górnoślązacy, którzy po wojnie zostali na zachodzie Europy. W celu nawiązania bliższych kontaktów z wiernymi, osobiście wygłaszał wykłady dla inteligencji w głównych kościołach większych miast (Opole, Bytom, Gliwice, Zabrze, Nysa, Prudnik, Racibórz i Strzelce Opolskie), które zapoczątkowały systematyczne duszpasterstwo inteligencji katolickiej. 26 stycznia 1951 został zmuszony do opuszczenia Opola. Przebywał w Krakowie i w Sierczy.
26 kwietnia 1951 otrzymał papieską nominację na biskupa tytularnego Sophene z zadaniami rządcy polskiej części archidiecezji wrocławskiej i rezydencją we Wrocławiu. Tej nominacji ponownie sprzeciwiły się władze państwowe. Biskup nie mógł rezydować we Wrocławiu, a sakrę przyjął potajemnie 10 października 1954 w Przemyślu.
W październiku 1956 został ostatecznie dopuszczony do objęcia urzędu. 1 grudnia 1956 mianowany biskupem tytularnym Vagi i specjalnym delegatem Prymasa Polski z uprawnieniami biskupa rezydencjalnego we Wrocławiu. 19 marca 1962 został podniesiony do godności arcybiskupa tytularnego Eucaity, a od 15 maja 1967 był administratorem apostolskim ad nutum Sanctae Sedis archidiecezji wrocławskiej. 28 czerwca 1972 został pełnoprawnym arcybiskupem metropolitą wrocławskim, pierwszym od śmierci Adolfa Bertrama w 1945.
W latach 1962–1965 uczestniczył w I i IV sesji soboru watykańskiego II. Zasiadał w soborowej Komisji do Spraw Apostolstwa Świeckich. Uczestniczył także w II sesji zwykłej Światowego Synodu Biskupów w Watykanie w 1971. W latach 1971–1974 pełnił funkcję wiceprzewodniczącego Rady Konferencji Episkopatów Europy. 5 marca 1973 papież Paweł VI kreował go kardynałem, z tytułem prezbitera bazyliki Świętego Krzyża na Via Flaminia.
Był inicjatorem i autorem listu biskupów polskich do niemieckich z 1965, przez wiele lat działał na rzecz uznania przez Niemcy Zachodnie granicy na Odrze i Nysie Łużyckiej.
Został pochowany w kaplicy św. Kazimierza w południowej nawie archikatedry wrocławskiej.

## Odznaczenia, upamiętnienie
W 1939 „za zasługi na polu pracy społecznej” został odznaczony Złotym Krzyżem Zasługi
Jedną z ulic, ciągnącą się od Wodzisławia Śląskiego (niedaleko miejsca urodzenia kardynała Kominka) do miasta Radlin, nazwano jego imieniem. Ulice jego imienia znajdują się również w: Opolu, Katowicach, Legnicy, Polkowicach, Wrocławiu i Rybniku. W 2005 roku z okazji 40-lecia wymiany listów między episkopatami polskim i niemieckim we Wrocławiu na Bulwarze Wyszyńskiego postawiono poświęcony mu pomnik.
Kardynał Kominek jest ponadto patronem Szkoły Podstawowej nr 1 w Kątach Wrocławskich i Zespołu Szkolno-Przedszkolnego nr 3 w Wodzisławiu Śląskim. W należącej do niego Szkole Podstawowej nr 17, której był absolwentem znajduje się izba pamięci poświęcona życiu kardynała.